# L'Atelier du poisson soluble
L'Atelier du poisson soluble est une maison d'édition basée au Puy-en-Velay (Haute-Loire) qui publie en majeure partie des livres pour la jeunesse. Elle défend une certaine idée de la liberté de création en soutenant des projets atypiques, avec une originalité graphique, des histoires décalées et des thématiques rarement abordées.

## Présentation

### Historique
L'Atelier du poisson soluble a été fondé en 1989 par deux lycéens, Stéphane Queyriaux et Olivier Belhomme,. 
Son nom est une référence au recueil de poésie Poisson Soluble d'André Breton (initialement préfacé par le Manifeste du surréalisme). 
L’Atelier du poisson soluble assure lui-même sa diffusion et sa distribution auprès d'un vaste réseau de libraires. 
En janvier 2011, la Jeune chambre économique et le Conseil régional d'Auvergne ont remis le Prix de l'Auvergnat de l'année 2010 à Olivier Belhomme et Stéphane Queyriaux, les deux fondateurs de l'Atelier du poisson soluble. « Ce prix remis chaque année depuis 1974 et distingue les Auvergnats qui, par leurs actions dans les domaines économiques, sociaux, culturels ou sportifs, illustrent le dynamisme et la créativité de la région. ».

### Ligne éditoriale
Cette maison d’édition a pris le parti de publier ses coups de cœur et préfère offrir à chaque livre une présentation (papier, format...) qui les servira au mieux. Chaque album est unique. Elle défend aussi bien des jeunes auteurs que d'autres plus chevronnés. Ses albums offrent différents niveaux de lecture, s'adressant ainsi aux petits comme aux grands. 

### Les publications
Le premier livre édité par L'Atelier du poisson soluble, écrit et illustré par les fondateurs de la maison, Stéphane Queyriaux et Olivier Belhomme, est le Conte à la confiture paru en 1990. Depuis les titres se multiplient avec de gros succès comme Le type, de Philippe Barbeau et Fabienne Cinquin en 1999, présenté sous la forme d’un journal intime, d’un carnet de croquis, ou en 2008 Bou et les 3 zours d'Elsa Valentin, illustré par Ilya Green, version moderne de Boucle d’or et les trois ours, dont le texte est écrit dans une langue imaginaire mélange de plusieurs langues étrangères. La maison n’hésite à aborder aucun sujet, ce fut le cas en 2001 pour Marius, de Latifa Alaoui Margio, illustré par Stéphane Poulin, premier album pour enfant à parler de l’homoparentalité. Elle multiplie les formats et les supports allant du tout petit livre au format à l’italienne, en passant par les cartonnés, jusqu’aux livres à poster sur lesquels on colle un timbre pour les envoyer.

## Catalogue
Le catalogue compte plus d'une centaine d'ouvrages en 2012, et plus de 250 en 2023. La majorité des titres est publiée hors collection ; seules deux collections existent au catalogue :
- « En queue de poisson », une collection de nouvelles drôles et loufoques
- « Dissolue », réservée aux adultes, dans laquelle on trouve des romans graphiques et des bandes dessinées.

### Quelques titres
- Conte à la confiture, de Stephane Queyriaux et Olivier Belhomme, 1990
- Le génie de l'aubergine et autre contes loufoques, de Pierre Cormon, illustré par Bibidugredin (Claire Gourdin), 1997
- Le type, Philippe Barbeau et Fabienne Cinquin, 1999 (Ouvrage sélectionné par l’Éducation Nationale en Cycle 3[11])
- Savoir-vivre, de Yann Fastier, 2000 (Ouvrage sélectionné par l’Éducation Nationale en Cycle 3[11])
- Marius, de Latifa Alaoui Margio, illustré par Stéphane Poulin, 2001
- Œil pour œil, de Nicolas Bianco-Levrin, 2003
- Trois petites culottes, de Sylvie Chausse, illustrations Anne Letuffe, 2004
- Les jours bêtes, de Delphine Perret, 2004
- Le tyran, le luthier et le temps, de Christian Grenier, illustrations de François Schmidt, 2003 (Ouvrage sélectionné par l’Éducation Nationale en Cycle 3[12])
- Les mémoires de Satan, nouveaux contes loufoques, de Pierre Cormon, illustré par Bibidugredin (Claire Gourdin), 2005
- 27 premières, de Audrey Calleja, 2006
- Tous les hommes qui sont ici, Valérie Dayre, 2006
- Rond comme un caillou en bois, Fabienne Cinquin et Patrick Cloux, 2007
- Le prince au petit pois, Sylvie Chausse et Anne Letuffe, octobre 2007
- Trois sardines sur un banc, de Michaël Escoffier et Kris di Giacomo, 2008
- Bou et les trois zours[9], d'Elsa Valentin, illustré par Ilya Green, 2008
- Ted, de Valentine Safatly, 2008
- Le père Noël dans tous ses états, de Valérie Dayre, illustré par Yann Fastier, 2009
- Les Silences des pierres[4], texte Philippe Barbeau, ill. Marion Janin, 2010
- Un an, un jour, de Régis Lejonc et Carole Chaix, avril 2009
- C'est pour mieux te manger,  Rogier Françoise , 2012
- Alors, ça mord ?[13], Jean Gourounas, 2015
- Le ventre des crocodiles[4], texte Olivier Bardoul, ill. Marion Janin, 2015
- Ça change tout !, Cathy Ytak, ill. Daniela Tieni, 2017

Essais
- Lire l’album, Sophie Van der Linden, 2006 ; et rééd. enrichie, 2007
- Filles d’albums, Nelly Chabrol Gagne, 2011
- Abcdaire illustré de la littérature jeunesse, Jean-Paul Gourévitch, 2014

### Quelques auteurs et illustrateurs
- Philippe Barbeau
- Audrey Calleja
- Claire Cantais
- Fabienne Cinquin
- Pierre Cormon
- Valérie Dayre
- Yann Fastier[4]
- Cécile Gambini
- Jean Gourounas
- Christian Grenier
- Marion Janin[4]
- Albert Lemant
- Agnès de Lestrade
- Henri Meunier
- Delphine Perret
- Elsa Valentin

## RevueHors Cadre[s], et essais
L’Atelier du poisson soluble publie également depuis 2007 la revue Hors Cadre[s] qu’elle coédite avec les éditions Quiquandquoi. Le n°21, à l'automne 2017, marque les 10 ans de la revue.
Avec le livre de Sophie Van der Linden Lire l’album, publié en 2006, cette revue vient compléter la part plus critique et analytique du catalogue. Cet ensemble de documents se propose d’offrir des regards croisés, de critiques et de créateurs sur la production contemporaine d’albums et les supports associant textes et images.

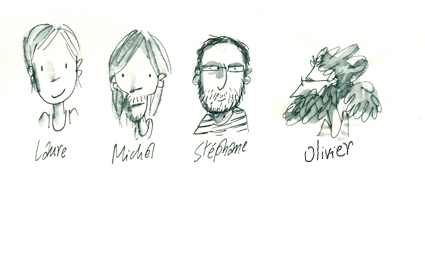
Portraits de l'équipe, dessinés par Yann Fastier.

## Quelques ouvrages primés
- Le tyran, le luthier et le temps, de Christian Grenier, illustrations de François Schmidt, 2003

Prix Octogones (Centre international d’études en littérature de jeunesse (CIELJ)) 2003
- Le grand gentil loup, de Ben Lebègue, 2008

Prix Lyon BD Festival 2008 - Prix Jeunesse
- Bou et les trois zours, de Elsa Valentin, illustré par Ilya Green, 2008

Prix des enfants 2009, Salon Régional du Livre pour la Jeunesse de Troyes.
- Toutou tondu, de Delphine Perret, 2008

Prix Pilotis Illustrations 2010, Salon du Livre Jeunesse en Erdre et Gesvres.
- Chimères génétiques, de Julie Lannes, 2011

Prix Sorcières 2012, catégorie Documentaires.
- Départs d'enfants, de Nicolas Gerrier, illustré par Gaëlle Charlot, 2011

Grand Prix de la Société des gens de lettres (SGDL) du livre Jeunesse 2012
- C'est pour mieux te manger !, de Françoise Rogier, 2012

 Prix Québec-Wallonie-Bruxelles de littérature de jeunesse 2013
- Le tout-petit de Anne Letuffe, 2013

Prix Pitchou 2014
- Le Tracas de Blaise de Raphaële Frier et Julien Martinière, 2017

Pépite d'Or 2018,   du Salon du livre et de la presse jeunesse de Montreuil.
- Musée des museaux amusants de Fanny Pageaud

Prix Sorcières 2019, catégorie Carrément Sorcières Non Fiction
Par ailleurs, en 2023, une dizaine de leurs ouvrages publiés fait partie de la « Bibliothèque idéale » du Centre national de la littérature pour la jeunesse (BnF) dont La Famille Ogre de Henri Meunier (2004),  Bou et les 3 zours, texte de Elsa Valentin, illustrations de Ilya Green (2008), ou  Jenny la cow-boy de Jean Gourounas (2013).

## Documentation
- Sandrine Audegond, « Visite d'atelier : L'Atelier du Poisson Soluble », revue Aeiou  (ISSN 1762-309X), n°12, décembre 2008
- Guillaume Boutreux, « Bonito bellissimo ! : Bou et les 3 Zours d'Elsa Valentin et Ilya Green, L'Atelier du Poisson Soluble », revue Citrouille  (ISSN 1167-301X), n°51, novembre 2008
- Claudine Charamnac-Stupar et Bernadette Poulou, « L'Atelier du poisson soluble, non-inventaire (suivi de) L'Atelier du Poisson soluble, entretien avec Olivier Belhomme », revue Nous voulons lire !  (ISSN 0153-9027), n° 190, Décembre 2011 - Janvier 2012